# 7-й отдельный мотоциклетный полк
7-й отдельный мотоциклетный полк — воинское подразделение вооружённых сил СССР в Великой Отечественной войне.

## История
Полк сформирован в марте 1941 года под Ленинградом, в составе 10-го механизированного корпуса.
В составе действующей армии с 22.06.1941 по 14.08.1941 года
На 22.06.1941 дислоцировался в Новом Петергофе. Вместе с корпусом поднят по тревоге 22.06.1941 и маршем переброшен северо-восточней Выборга. С начала июля 1941 года вёл бои в Карелии, отходя севернее Ладожского озера. 22.07.1941 на реке Видлица вошёл в состав Олонецкой оперативной группы вместе с 452-м мотострелковым полком и 3-й бригадой морской пехоты. Группе предстояло перейти 22.07.1941 в наступление с рубежа реки Видлица и овладеть районом Салми. Наступление вначале развивалось успешно. Пехота продвинулась на 5-8 километров, но противник ударив во фланг советской группировке, вынудил её к отходу на реку Тулоксу, в 15 километрах восточнее Видлицы.
14.08.1941 года полк переформирован в 719-й стрелковый полк.

## Подчинение
| Дата            | Фронт (округ)  | Армия                      | Корпус                       | Дивизия | Бригада | Примечания |
| --------------- | -------------- | -------------------------- | ---------------------------- | ------- | ------- | ---------- |
| 22.06.1941 года | Северный фронт | 23-я армия                 | 10-й механизированный корпус | -       | -       | -          |
| 01.07.1941 года | Северный фронт | 23-я армия                 | 10-й механизированный корпус | -       | -       | -          |
| 10.07.1941 года | Северный фронт | Лужская оперативная группа | 10-й механизированный корпус | -       | -       | -          |
| 01.08.1941 года | Северный фронт | 7-я армия                  | -                            | -       | -       | -          |

## Командиры
- Степанов Георгий Васильевич, подполковник, с сентября 1945
- Виктор Викторович Лейцингер, майор (умер от ран в эвакогоспитале 29.12.1945 г.)
- Борис Васильевич Инюшин, капитан
- Вадим Николаевич Соболев майор (c 15.07.1941 — погиб 13.08.1941).